# جائزة الكرة الذهبية 2003
جائزة الكرة الذهبية 2003، جائزة سنوية تُعطى لأفضل لاعب كرة القدم في العالم من طرف مجلة فرانس فوتبول الفرنسية، كما تقرره لجنة دولية من الصحفيين الرياضيين، وفاز بالجائزة في 2003 اللاعب التشيكي بافيل نيدفيد لاعب يوفنتوس.

## الترتيب
| الترتيب | اللاعب        | النادي       | الجنسية | النقاط |
| ------- | ------------- | ------------ | ------- | ------ |
| 1       | بافيل نيدفيد  | يوفنتوس      | التشيك  | 190    |
| 2       | تيري هنري     | أرسنال       | فرنسا   | 128    |
| 3       | باولو مالديني | إيه سي ميلان | إيطاليا | 123    |